# Robert Maxwell Young
Robert Maxwell Young, współczesny amerykański (ur. 1935) historyk nauki i psychiatra. Równocześnie prowadził praktykę psychoanalityczną i badania z historii nauki. Zajmował się kulturowym kontekstem teorii i koncepcji naukowych: darwinizmu, frenologii i psychoanalizy.
Jest autorem następujących książek:
- Mind, Brain and Adaptation in the Nineteenth Century, Clarendon Press, 1970.
- Darwin's Metaphor: Nature's Place in Victorian Culture, Cambridge University Press, 1985, 1988, 1994.
- Mental Space, Process Press, London, 1994.
- Oedipus Complex, Icon Books, London, 2001

a także autorem ponad 100 artykułów z historii, socjologii i antropologii nauki, psychiatrii i filozofii kultury.